# 古拉萊奇湖
46°33′40″N 9°08′15″E / 46.561°N 9.1376°E

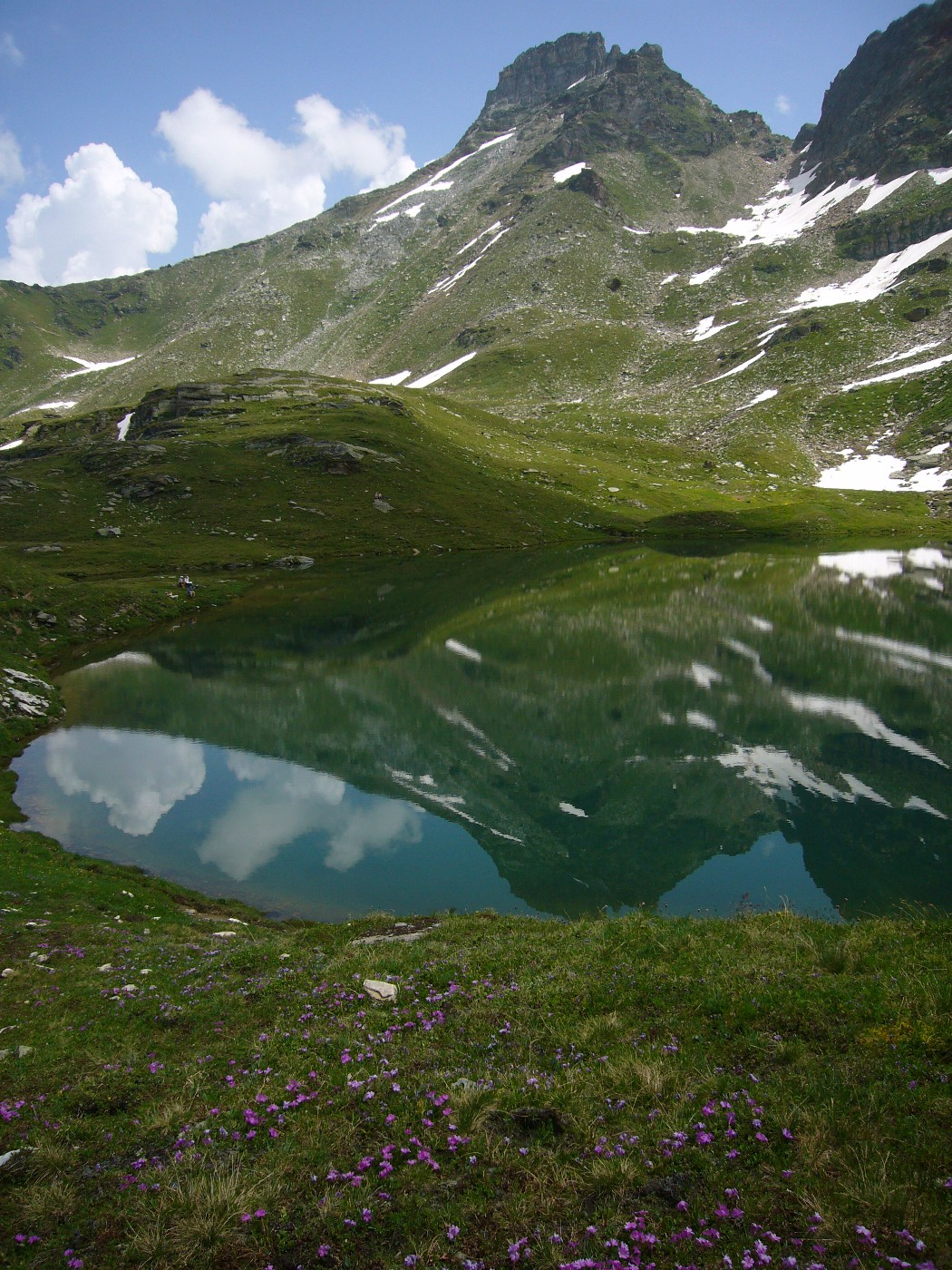

古拉萊奇湖（Guraletschsee），是瑞士的湖泊，位於該國東南部，由格勞賓登州負責管轄，長0.2公里、寬0.2公里，面積0.1平方公里，海拔高度2,409米，最大水深少於20米。